# Eurocopter EC725
Eurocopter EC725 Super Cougar (bądź H225M Caracal) – śmigłowiec, będący rozwinięciem konstrukcji Eurocopter AS532 Cougar. Oblatany 27 listopada 2000, a produkowany od lutego 2005 roku.

## Historia

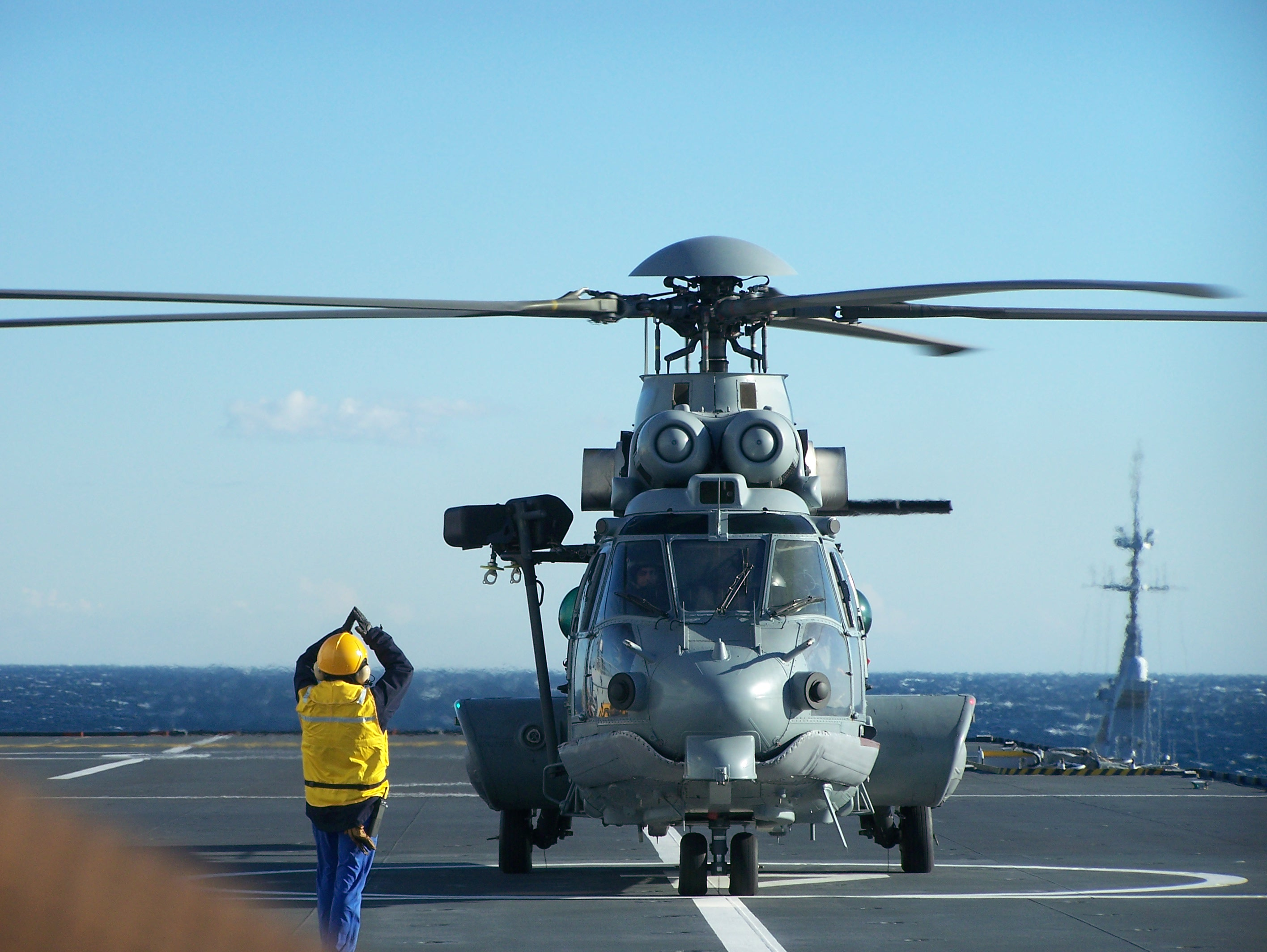
Śmigłowiec EC725 startujący z pokładu Mistral (L9013)

Śmigłowiec powstał na zapotrzebowanie francuskich sił zbrojnych do zadań CSAR (poszukiwawczo-ratunkowych w warunkach bojowych), po odrzuceniu testowanego w latach 1996–1999 AS532A2 Cougar jako zmodernizowana konstrukcja. Pierwszy prototyp wzniósł się w powietrze 27 listopada 2000 roku w miejscowości Marignane.
Zastosowany silnik Turbomeca Makila dało przewagę nad wcześniejszymi konstrukcjami do zadań poszukiwawo-ratunkowych w postaci większego udźwigu i prędkości. Zamontowanie pięciołopatowego wirnika pozwoliło na redukcję wibracji. Wspomagane jest w ten sposób sterowanie maszyną zarówno w zwisie, jak i w trakcie lotu. Awionika pozwala na wykorzystanie śmigłowca zarówno do zadań nocnych, jak i w ciągu dnia bez względu na deszcz czy śnieg. Zasięg został dodatkowo zwiększony dzięki aparaturze umożliwiającej tankowanie w powietrzu. Bezwładnościowy układ nawigacji posiada możliwość planowania misji, a piloci do dyspozycji mają cyfrowy wyświetlacz mapy terenowej, współpracujący z lokalizatorem personelu. Umożliwiono w ten sposób szybkie ustalenie pozycji żołnierza celem ewakuacji przy pomocy jego nadajnika. Burtowe drzwi umożliwiają desant linowy z pokładu oraz użycie wciągarki. Dla bezpieczeństwa na terenie działań wojskowych zainstalowano system ostrzegania przed namierzeniem laserem czy radiolokacją. Wirnik został zaprojektowany aby był kuloodporny, a zbiorniki paliwa jako samouszczelniające się. Dla obrony na burtach zamontowane są dwa karabiny maszynowe kalibru 7,62 mm oraz opcjonalnie dwa zasobniki z niekierowanymi rakietami lub 20 mm działka. Kabina pasażerska może pomieścić do 29 osób, które są chronione przez burty do kalibru 12,7 mm oraz opcjonalny montaż osłon dla ładowni dla pocisków 7,62 mm.

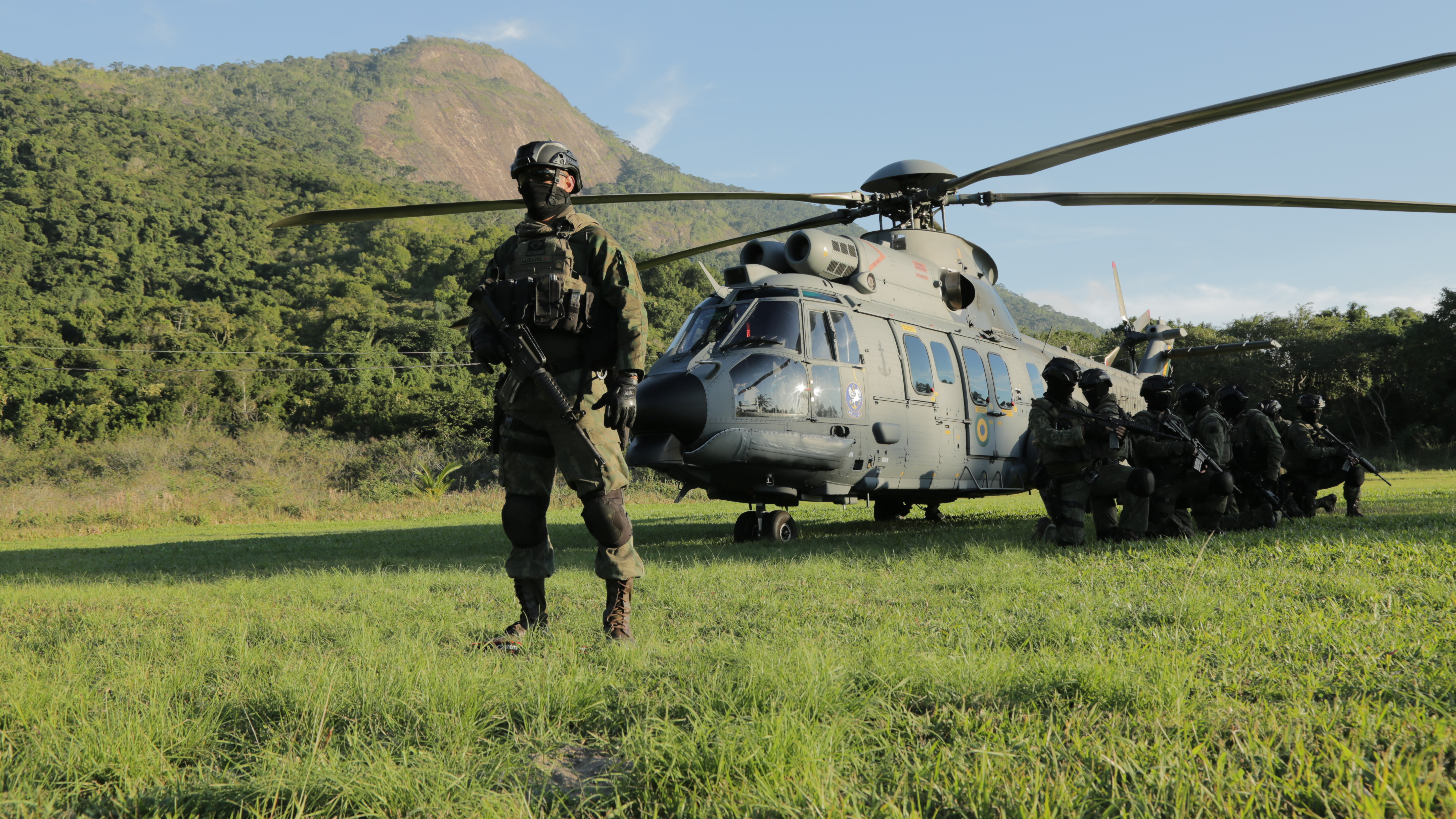
Śmigłowiec EC725 może przewozić 28 osób lub 10 noszy do ewakuacji medycznej, jego maksymalna prędkość wynosi 324 km/h

Pierwsze sześć śmigłowców dostarczono do francuskich sił powietrznych w lutym 2005 roku. Dalsze osiem sztuk odebrała francuska armia. W 2008 zamówienie na 50 sztuk złożyła Brazylia (18 dla sił powietrznych, 16 dla marynarki i 16 dla wojsk lądowych). Od 2010 roku Meksyk zamówił łącznie 12 śmigłowców dla sił powietrznych i dla marynarki. Malezja w 2011 roku zamówiła 12 sztuk dla marynarki wojennej, które mają zastąpić przestarzałe SH-3 Sea Kingi. Po sześć śmigłowców zamówiła też Indonezja i Tajlandia, a trzydzieści – Kuwejt.
W ogłoszonym 29 marca 2012 roku przetargu na śmigłowce wielozadaniowe dla Wojska Polskiego dla zastąpienia Mi-8 i Mi-14, przewidującym dostawy 26 maszyn od 2015 roku, Airbus Helicopters oferował śmigłowiec H225M Caracal. W 2013 roku liczbę śmigłowców zwiększono z 26 do 70 sztuk, w tym 48 transportowych, termin składania ofert upłynął 30 grudnia 2014. Na zakup 70 śmigłowców z dostawami w latach 2017–2022 zarezerwowano 11,5 mld PLN. 21 kwietnia 2015 roku Ministerstwo Obrony Narodowej dopuściło do fazy testów śmigłowiec Airbus H2250M Caracal z zamiarem zakupu 50 śmigłowców za 13,5 mld PLN, w wersjach: 16 transportowych, 13 ratownictwa bojowego (CSAR, w tym sześć morskich), 8 wsparcia wojsk specjalnych, 8 zwalczanie okrętów podwodnych i 5 ewakuacji medycznej. Dwie konkurencyjne oferty odrzucono ze względów formalnych: PZL Mielec na śmigłowiec Sikorsky S-70i Black Hawk została odrzucona z powodu braku uzbrojenia, a oferta PZL-Świdnik na AgustaWestland AW149 z powodu terminu dostaw od 2019 zamiast od 2017 roku. W maju 2015 roku w 33. BLT w Powidzu przeprowadzono dwutygodniowe próby państwowe śmigłowca, które zakończyły się pozytywnie. 30 września 2015 rozpoczęto negocjacje offsetowe z producentem. 4 października 2016 Ministerstwo Rozwoju poinformowało o zakończeniu negocjacji umowy offsetowej, gdyż Airbus Helicopters nie przedstawił oferty zabezpieczającej w należyty sposób interesów ekonomicznych oraz bezpieczeństwa Polski. Zdaniem producenta decyzja o zerwaniu negocjacji została podjęta jednostronnie przez Ministerstwo. Zerwanie kontraktu miało być konsekwencją rekomendacji dr. Berczyńskiego. Producent domagał się odszkodowania za niepodpisanie wynegocjowanego kontraktu, w konsekwencji strona polska, aby uniknąć postępowania arbitrażowego i nie pogarszać relacji polsko-francuskich, zawarła ugodę z producentem, w wyniku której Skarb Państwa został zobowiązany do zapłaty 80 mln złotych firmie Airbus.
W zależności od konfiguracji śmigłowce specjalizują się w wykonywaniu zadań transportu wojska, poszukiwawczo-ratowniczej, ewakuacji medycznej, patrolowania mórz. Odmiana cywilna znana jest jako H225 (do 2015 roku jako EC225). Do 2015 roku wyprodukowano 170 śmigłowców dla odbiorców cywilnych lub rządowych w tym 70% do obsługi platform wiertniczych, a inne m.in. dla policji lub zadań SAR.

## Służba

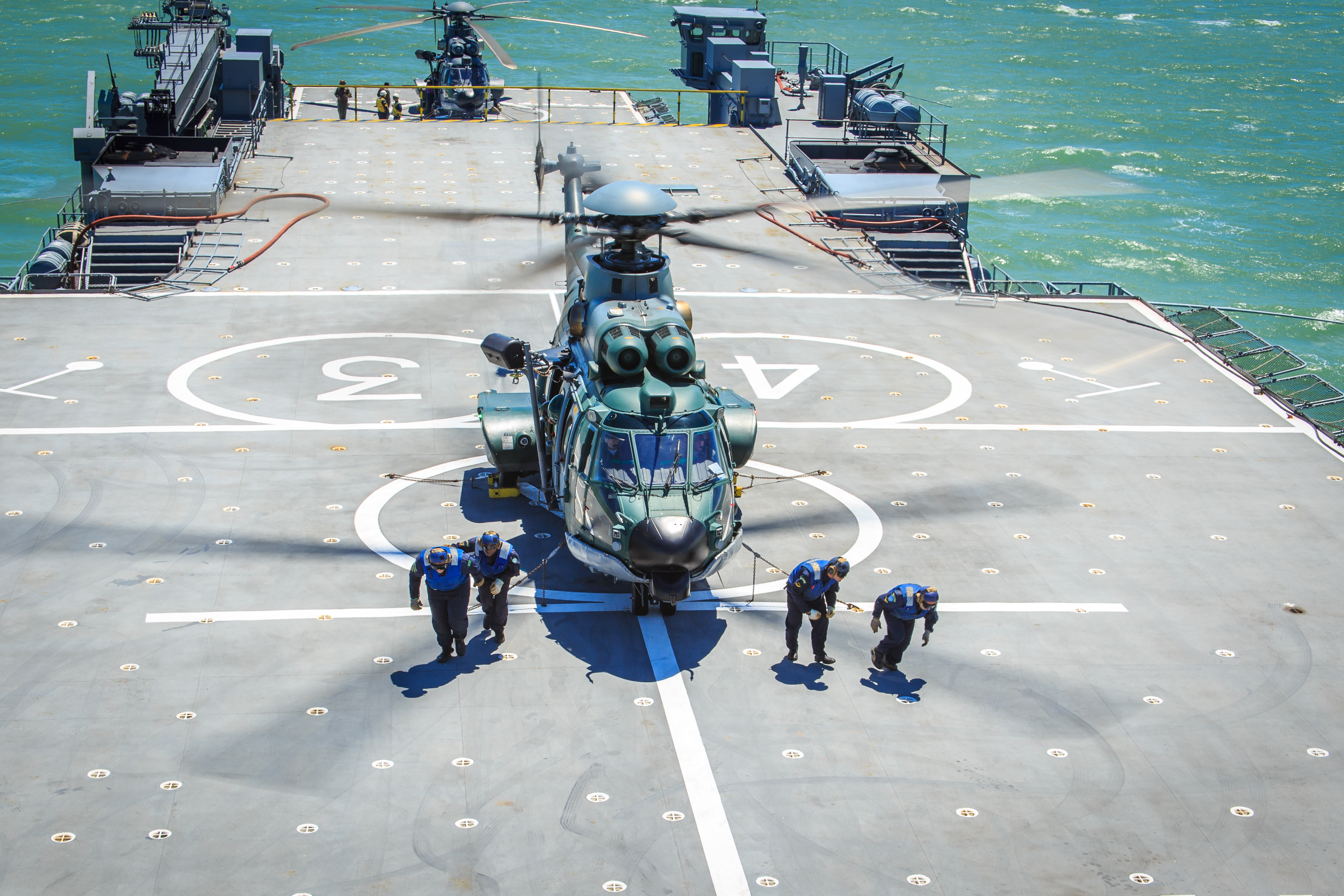
EC725 marynarki brazylijskiej, 2018

Francuskie Siły Powietrzne ogłosiły gotowość operacyjną dla śmigłowców 1 czerwca 2006 roku. Dwie maszyny 14 lipca 2006 roku dokonały przelotu nad Paryżem aby następnie skierować się do Cazaux na odprawę załóg o sytuacji w Libanie. Rząd francuski podjął decyzję o ewakuacji swoich obywateli z tamtych rejonów. Wysłano ostatecznie trzy śmigłowce do bazy RAF na Cyprze, które odbyły międzylądowania na terenie Włoch i Grecji. Pierwsza misja ewakuacyjna miała miejsce 16 lipca 2006 roku w Bejrucie. W dziewięć tygodni wykonano 90 lotów ewakuując 1000 osób.
W listopadzie 2006 roku śmigłowce z Cypru zostały przeniesione na tereny Afganistanu, w którym operowały do listopada 2007 roku. Włączone zostały do jednostki BATHELICO, która posiadała łącznie 14 śmigłowców: Aérospatiale Gazelle, Cougar, Caracal i Eurocopter Tiger. W Afganistanie Caracale wykonały 3396 misji bojowych zwiększając nalot do 3327 godzin. Misji ewakuacyjnych wykonano 250 zabierając 279 osób, w tym dwa razy ratowano załogi rozbitych śmigłowców. Podczas bitwy pod Uzbin śmigłowce miały za zadanie ewakuację francuskich żołnierzy. W 30 godzin wykonano zadanie i dostarczono 3 tony amunicji. Redukcja liczebna jednostki rozpoczęła się w październiku 2012 roku od wycofania śmigłowców Gazelle, a jako ostatnie były przywiezione do Francji śmigłowce Caracal na pokładzie An-124 Rusłan w marcu 2013 roku.
W 2011 roku dwa śmigłowce operowały z pokładu lotniskowca Charles de Gaulle podczas Wojny domowej w Libii. Stacjonował on około 50 mil morskich od wybrzeża. Zadaniami śmigłowców było poszukiwania ratownicze i obserwacja rejonu Bengazi. W momencie powrotu lotniskowca do macierzystego portu w Tulonie śmigłowce przeniesiono na inne okręty z których operowała Śmigłowcowa Grupa Uderzeniowa 15 mil morskich od wybrzeża. Wtedy ich zadaniem stała się również obrona floty podczas patroli i wykrywania małych jednostek wroga i ich eliminowania.

## Wyposażenie

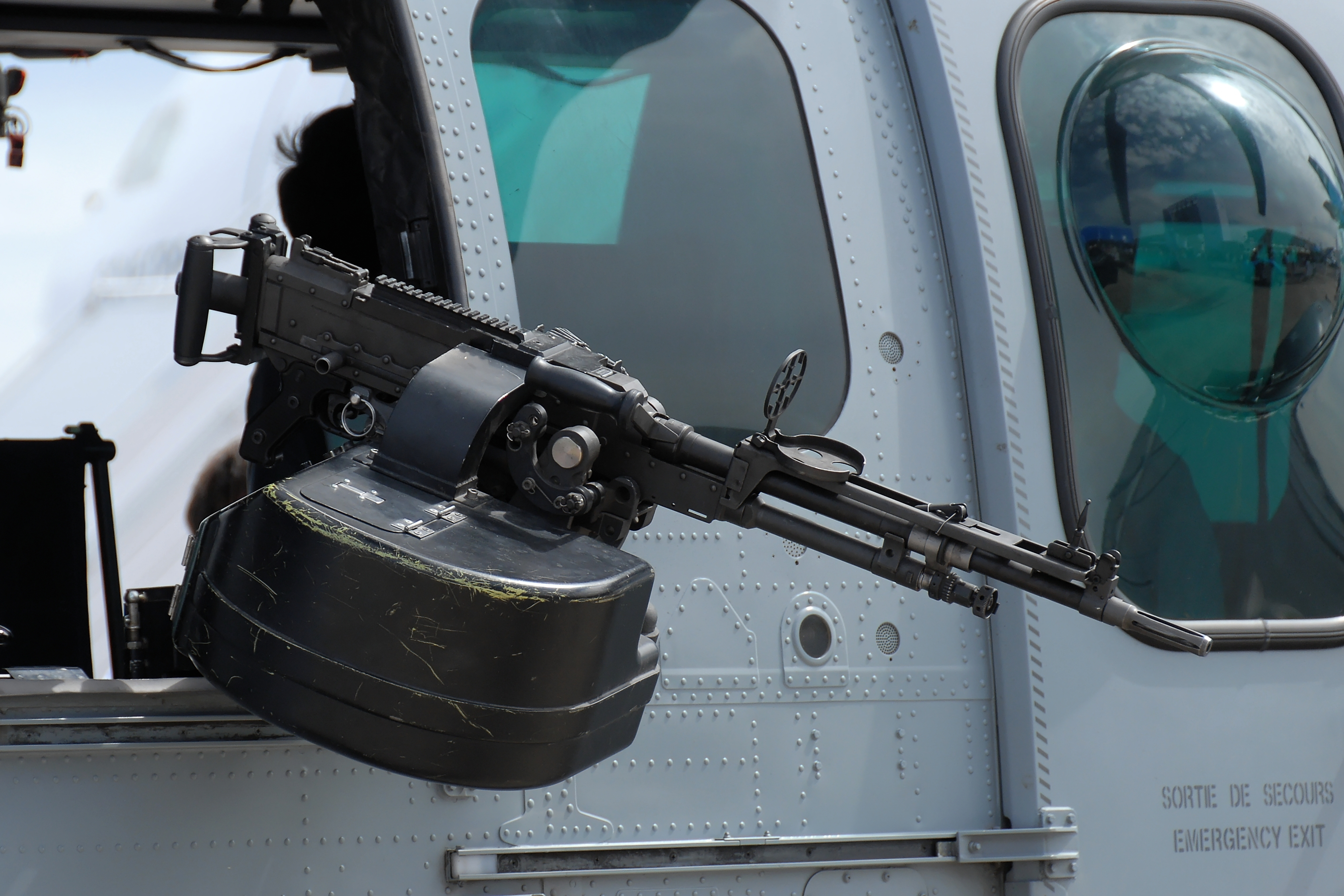
Karabiny maszynowe FN MAG zamieszczone są po obu stronach śmigłowca

- 2 karabiny maszynowe FN MAG zamieszczone po obu stronach śmigłowca
- 2 wyrzutnie pocisków rakietowych 68 mm
- 2 działka GIAT 20 mm
- system ostrzegający o opromieniowaniu wiązką radarową EWR-99 FRUIT RWR
- wyrzutnia flar/dipoli Alkan ELIPS

Śmigłowce mogą być wyposażone m.in. w sondę do tankowania w locie, awaryjne pływaki, głowicę optoelektroniczną. Z tyłu kadłuba znajduje się miniaturowa rampa załadunkowa. Rozwijana jest wersja morska dla Brazylii z radarem APS-143C(V)3 OceanEye, uzbrojona w pociski AM39 Exocet.

## Użytkownicy
Użytkownicy Eurocopter EC725:
 Brazylia
Montowane przez Helibras w Itajubá.
- Força Aérea Brasileira (5+13)
- Marinha do Brasil (7+9)
- Exército Brasileiro (5+11)

 Francja
- Armée de terre (8)
- Armée de l’air (11)
- Marine nationale (2 EC225)

 Indonezja

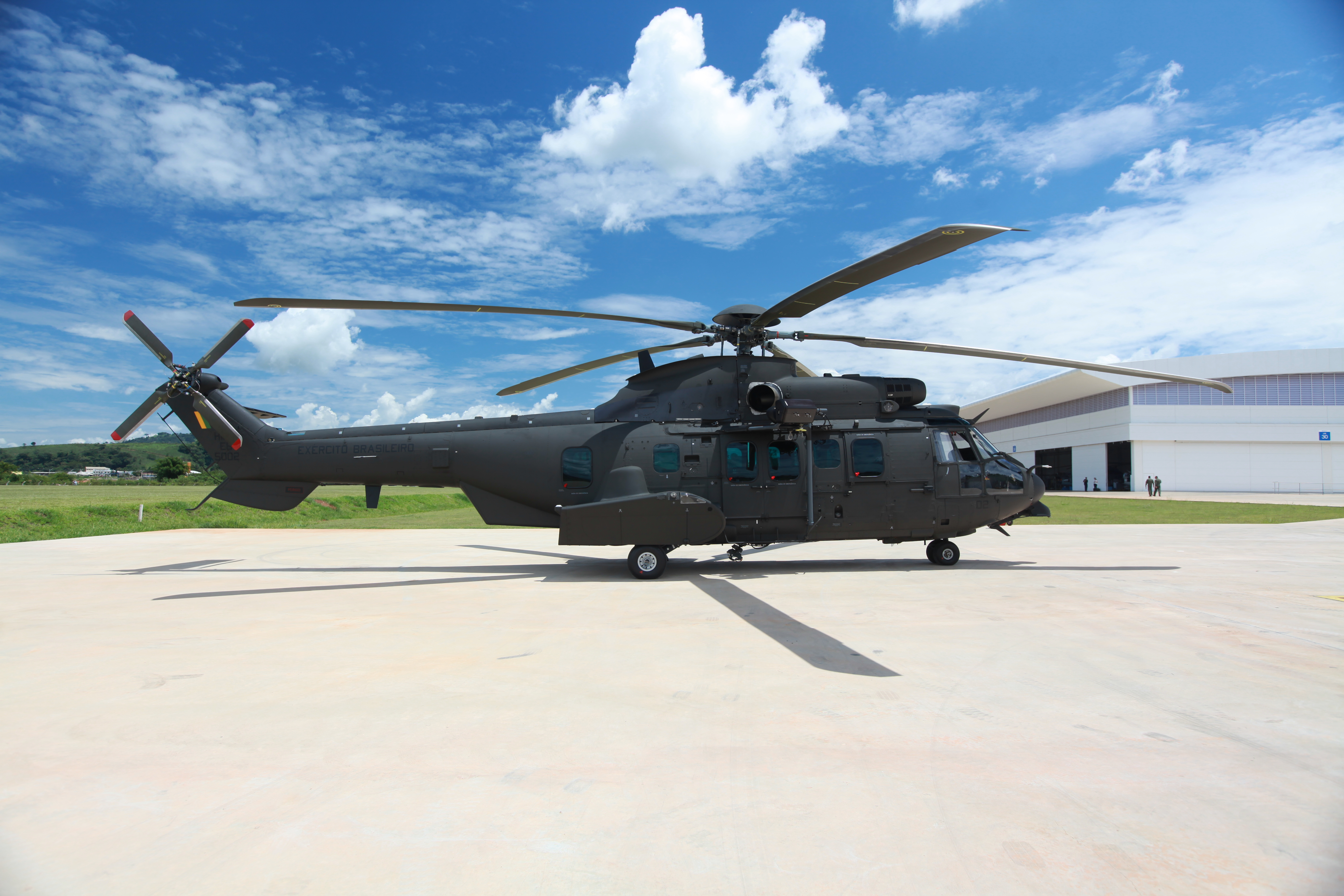
EC725 brazylijskich sił powietrznych, 2012

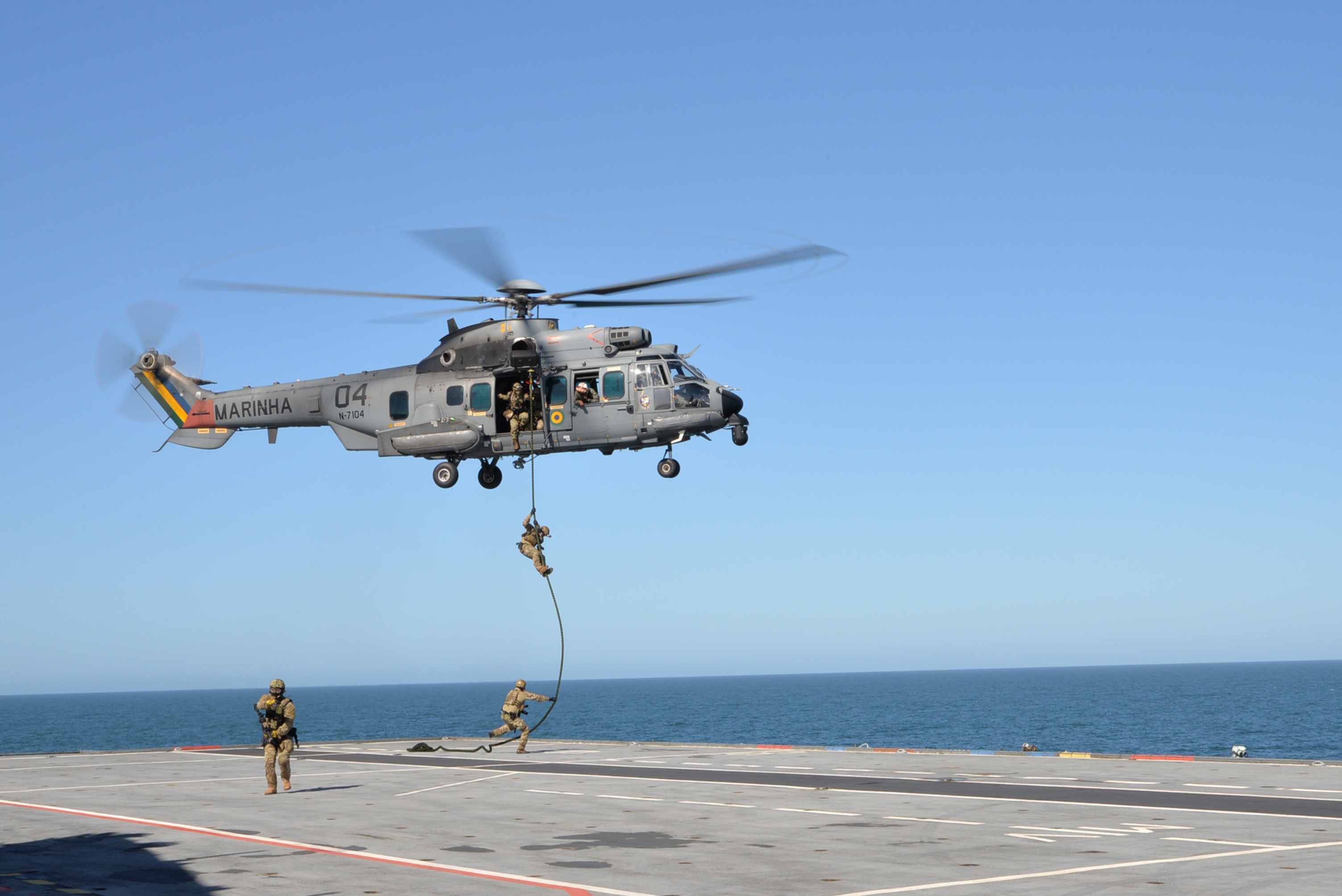
EC725 marynarki brazylijskiej, 2019

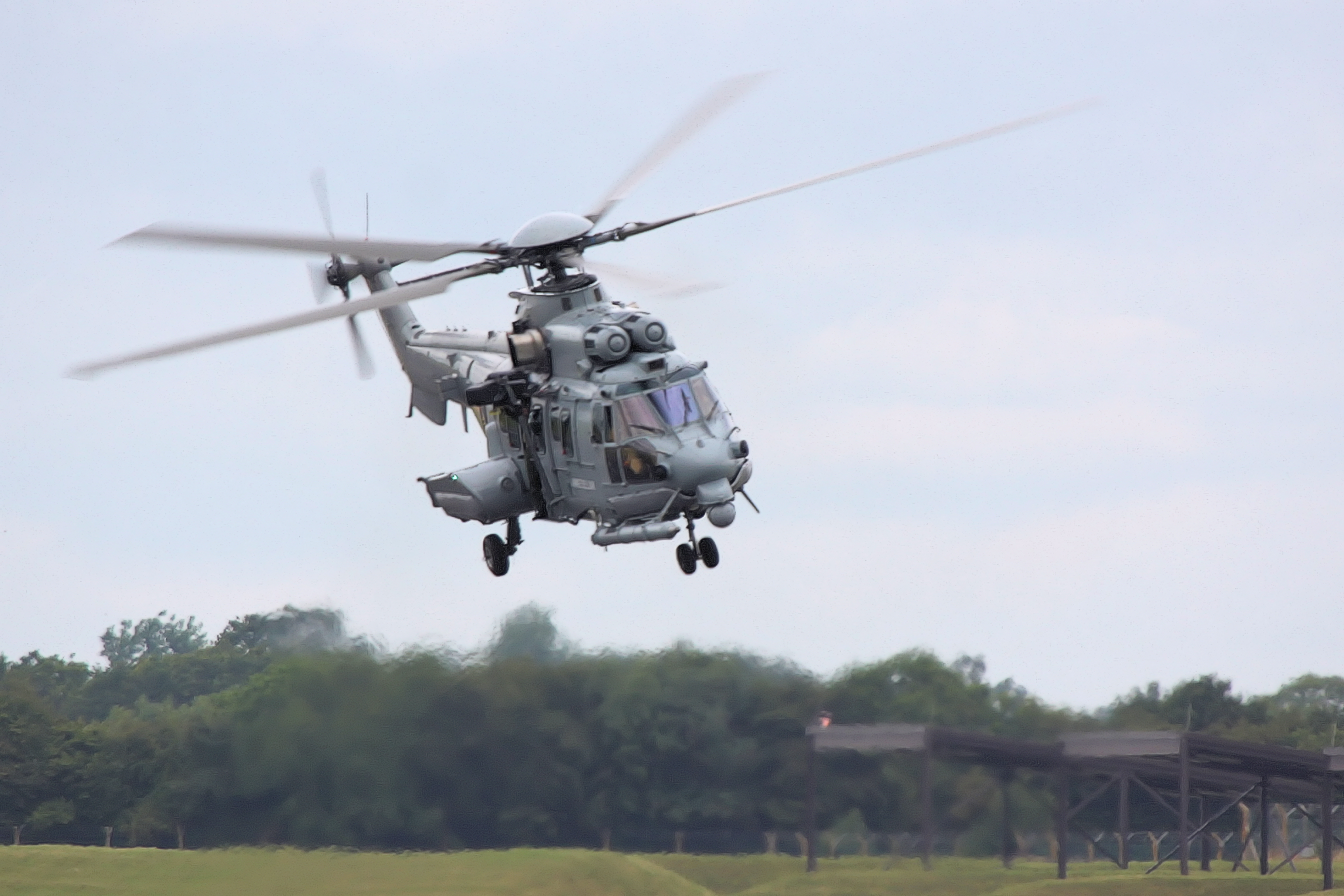
EC725 francuskich sił powietrznych na RIAT, 2009

- Tentara Nasional Indonesia-Angkatan Udara (2+12)

 Kazachstan
Mają być zmontowane przez TOO Eurocopter Kazakhstan Engineering w Astanie.
- Siły Powietrzne i Obrony Powietrznej (+20)

 Malezja
- Tentera Udara DiRaja Malaysia (12)

 Meksyk
- Fuerza Aérea Mexicana (5+3)[25].
- Armada de México (3)

 Tajlandia
- Kong Thab Akat Thai (4+2)